# 정현희
정현희(鄭鉉熹, 1971년 3월 15일 ~ )은 대한민국의 제5대 울산광역시 중구의원이었다.

## 학력
- 학성초등학교 졸업
- 학성여자중학교 졸업
- 울산중앙여자고등학교 졸업
- 울산대학교 주거환경학과 졸업

## 경력
- 울산대학교 학내 문예패 연합의장 역임
- 울산청년회 청년문화센터 소장 역임
- 민주노동당 울산시당 여성위원장 역임
- 민주노동당 중앙위원 역임
- 민주노동당 학교급식특별위원회 집행위원장 역임
- 학교급식 울산연대 집행위원 역임
- 학성초등학교 총동창회 홍보이사
- ‘햇살’ 지역아동센터 운영위원장
- 병영성을 가꾸는 사람들 자문위원
- 청소년 문화의 집 자문위원
- 2010.07 ~ 2013.07 제5대 울산광역시 중구의회 의원

## 역대 선거 결과
|  | 28.83% |

|  | 21.35% |